# Ablepsis amazonensis
Ablepsis amazonensis är en fjärilsart som beskrevs av Bell 1947. Ablepsis amazonensis ingår i släktet Ablepsis och familjen tjockhuvuden. Inga underarter finns listade i Catalogue of Life.